# Kościół św. Tomasza Męczennika w Newcastle upon Tyne
Kościół św. Tomasza Męczennika w Newcastle upon Tyne (ang. St Thomas the Martyr, Newcastle upon Tyne) – anglikański kościół parafialny zlokalizowany w centrum angielskiego miasta Newcastle upon Tyne, w ogrodzie St Thomas’ Green, na narożniku Barras Bridge i Saint Mary’s Place. Należy do diecezji Newcastle. Stanowi zabytek II* stopnia.

## Historia
Kościół istnieje w mieście od co najmniej lat 70. XII wieku. Budynek ten znajdował się nad rzeką Tyne, na terenie obecnego nabrzeża. W 1827 rozpoczęto budowę obecnej świątyni na Haymarket, kiedy (w 1826) parafię objął wielebny Richard Clayton. Została ona zaprojektowana przez Johna Dobsona (była to pierwsza realizacja tego architekta). Budowę ukończono w 1830. Okres duszpasterstwa Claytona mocno wpłynął na wzrost liczby wiernych.

## Architektura i wyposażenie

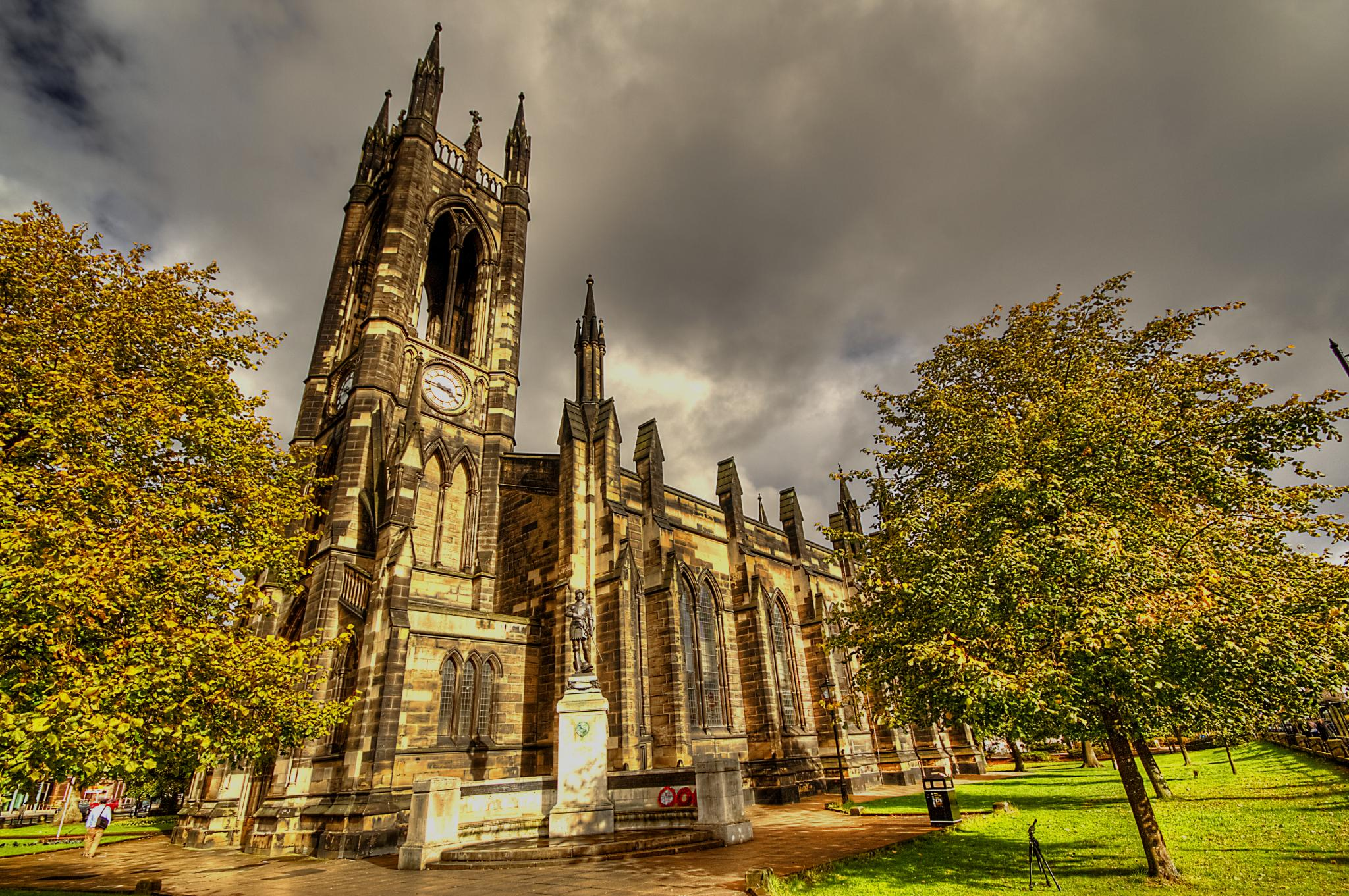
Wieża

Neogotycka (angielska) świątynia ma charakterystyczną pustą górną część wieży. Obiekt bywa nazywany „czarnym kościołem” ze względu na przebarwienia elewacji wywołane długotrwałym oddziaływaniem nań przemysłu wydobywczego.
Kościół wzniesiono z piaskowca, dach kryty jest łupkiem. Nawa główna łączy się z wieżą od zachodu. Prezbiterium z kruchtami przylega od północy i południa. Czterokondygnacyjna wieża ma wysoki, profilowany łuk zachodni (na trzeciej kondygnacji umieszczono zegar). Okna są ostrołukowe, sparowane w pięcioprzęsłowej nawie i potrójne (ze służkami) od strony wschodniej.
Wnętrze jest wyłożone boazerią, a powyżej tynkowane. Sklepienie jest krzyżowo-żebrowe we wszystkich trzech nawach. Galerie znajdują się z trzech stron, przy czym na zachodniej widnieje data: 1837. Organy posadowiono w 1960. Witraż wschodni pochodzi z 1881. We wnętrzu znajduje się pomnik z białego marmuru poświęcony Robertowi Wasneyowi zmarłemu w 1836 autorstwa C. Tate’a.
Po 2000 usunięto z wnętrza część ławek i chrzcielnicę oraz zamontowano szklane drzwi wejściowe, co miało na celu zmaksymalizowanie powierzchni użytkowej wnętrza.

## Galeria

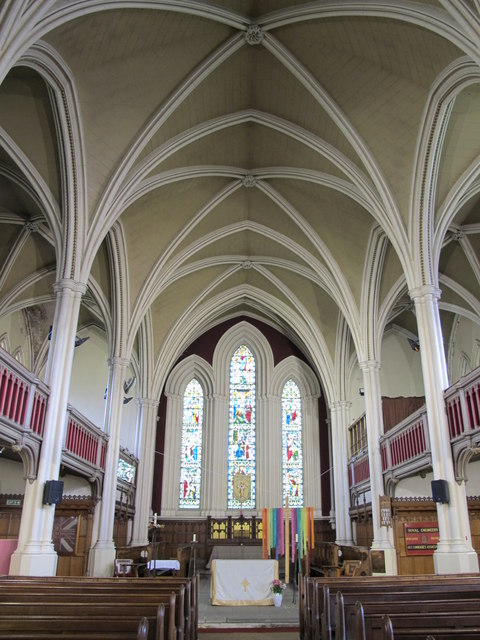
Wnętrze i ołtarz
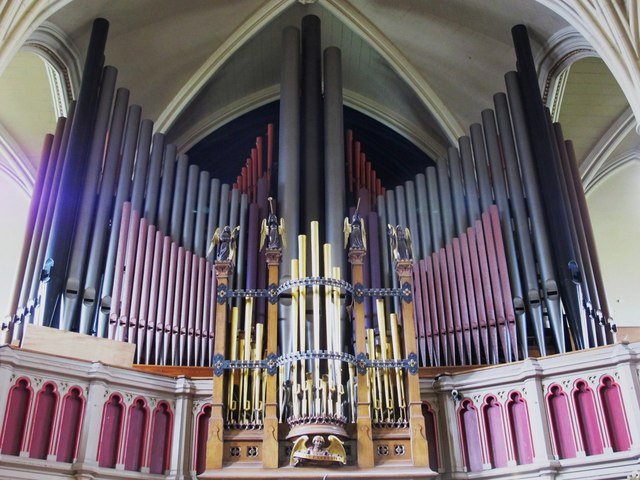
Organy